# Octave Pasquet
Octave Louis Pasquet, né le 10 novembre 1869 à Percy, mort le 11 juillet 1961 à Sées, est un ecclésiastique catholique français, soixante-dix-neuvième évêque de Séez pendant trente-cinq ans, de 1926 à 1961.

## Biographie
Octave Louis Pasquet est né le 10 novembre 1869 à Percy (Manche). Dans cette même ville naît trois ans plus tard, le 5 mai 1872, un certain Georges Grente, devenu archevêque ad personam du Mans et cardinal.
Formé au grand séminaire de Coutances (Manche), Octave Pasquet est ordonné prêtre le 23 décembre 1893 pour le diocèse de Coutances et Avranches par Abel-Anastase Germain. Licencié es-sciences de la faculté de Rennes, il est nommé professeur au petit séminaire de Mortain. Il devient ensuite préfet de discipline à l'école Sainte-Marie de Ducey.
Après la Première Guerre mondiale, il devient en 1919, secrétaire général de l'évêché de Coutances auprès de Joseph Guérard.
Le 21 juin 1926, le pape Pie XI le nomme évêque de Séez. Il est sacré le 8 septembre suivant par Théophile-Marie Louvard, évêque de Coutances. Les co-consécrateurs sont Georges Grente, évêque du Mans, et Raymond-René Lerouge, évêque titulaire de Selge (de) et vicaire apostolique en Guinée française.
Durant les trente-cinq ans que durent son épiscopat, Pasquet s'attache particulièrement au développement des séminaires, dont dépend la formation des futurs prêtres.
Pendant l'Occupation, bien qu'Octave Pasquet soit favorable au régime de Vichy et accepte la collaboration avec l'occupant, il rédige une lettre pastorale où il proteste contre l'envoi en Allemagne des jeunes filles et des femmes pour le STO et ordonne à ses curés de la lire en chaire. Cet acte est alors perçu comme une provocation à l'égard de la Gestapo.
En 1944, le CNR prévoit de demander la démission d'Octave Pasquet pour son allégeance au maréchal Pétain, à l'instar d'un tiers de l'épiscopat français, visé par l'épuration religieuse. Finalement, l'intransigeance du nouveau nonce apostolique, Angelo Roncalli, et le souvenir de la lettre de protestation contre le STO plaident en la faveur de l'évêque de Séez,.
Le 25 janvier 1955, alors qu'il est âgé de quatre-vingt-cinq ans, Octave Pasquet se voit adjoindre un évêque auxiliaire en la personne d'André Pioger, jusqu'alors supérieur du grand séminaire de Sées. Sa santé déclinant, il est contraint de laisser peu à peu la place à son auxiliaire dans les apparitions publiques.
Finalement, sa mauvaise santé l'obligeant à garder la chambre, l'évêque de Séez demande d'être déchargé de la gestion de son diocèse. Sa résignation est acceptée par le pape Jean XXIII le 31 mars 1961. Âgé de quatre-vingt-onze ans, il est nommé évêque titulaire d'Eriza (de). C'est André Pioger qui lui succède à la tête du diocèse de Séez.

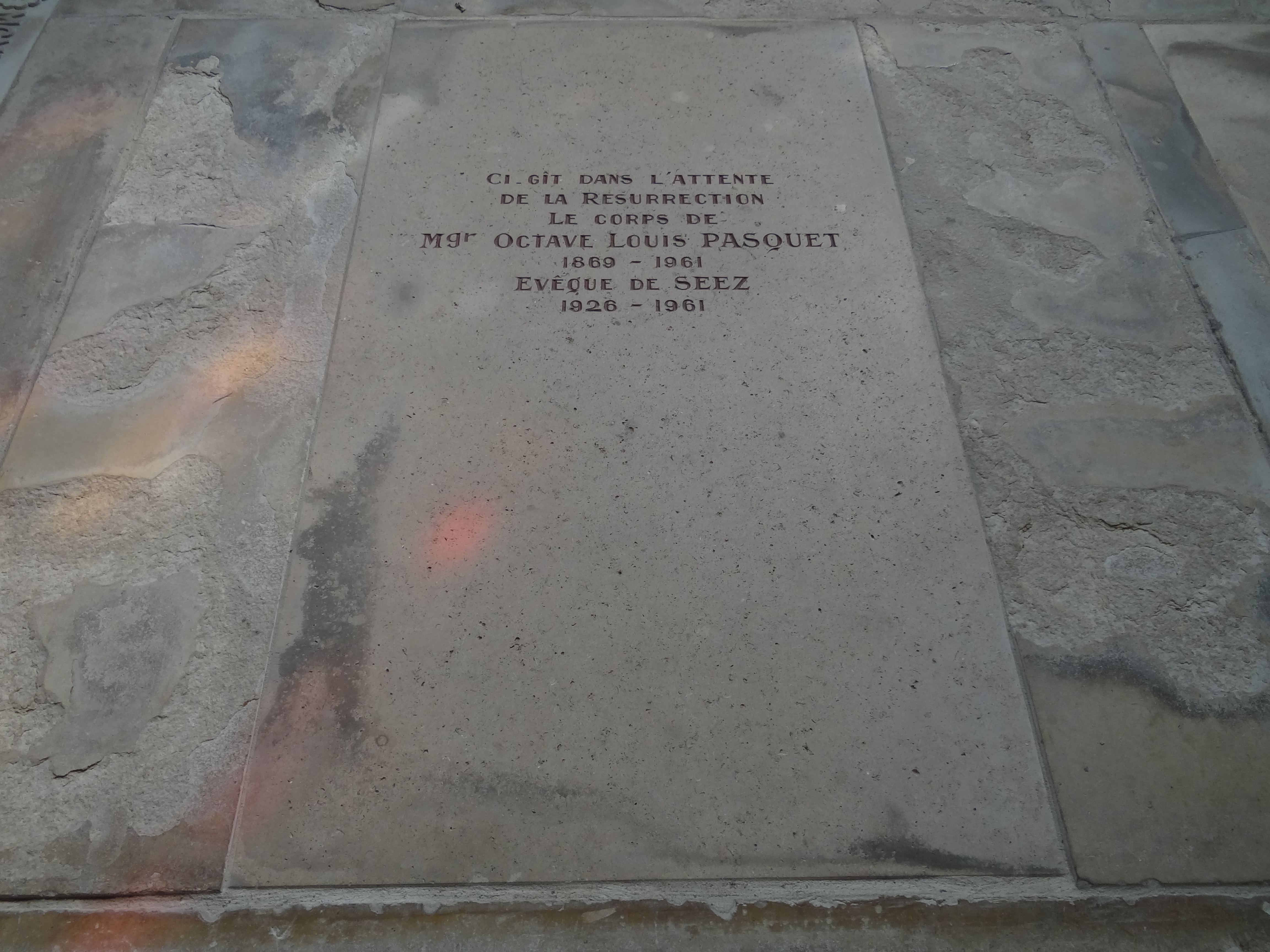
La tombe d'Octave Pasquet dans la chapelle Sainte-Madeleine de la cathédrale de Sées.

Doyen de l'épiscopat français, Octave Pasquet meurt le 11 juillet 1961. Conformément à ses volontés, il est inhumé le 17 juillet suivant dans la chapelle du grand séminaire de Sées. Néanmoins, après 1968 et la fermeture du grand séminaire de Sées, son corps est exhumé pour être déposé dans la chapelle Sainte Madeleine de la cathédrale de Sées.

## Distinction
- Chevalier de la Légion d'honneur (30 mars 1954)[6]

## Succession apostolique
| Succession apostolique           | Succession apostolique               |
| -------------------------------- | ------------------------------------ |
| Consécrateur                     | Théophile-Marie Louvard              |
| Premier coconsécrateur principal | Georges-François-Xavier-Marie Grente |
| Second coconsécrateur principal  | Raymond-René Lerouge                 |
| Consécrateur de                  |                                      |
| Evêque                           | Date de la consécration              |
| Marcel-Auguste-Marie Grandin     | 18 janvier 1938                      |
| Louis-August Chorin              | 5 octobre 1947                       |
| Principal coconsécrateur de      |                                      |
| Evêque                           | Date de la consécration              |
| Maurice-Auguste-Eugène Foin      | 8 septembre 1939                     |
| André-Pierre-François Fauvel     | 3 juillet 1947                       |